# Challenge Pernod
Pour les articles homonymes, voir Pernod (homonymie) et Superprestige.
Le challenge Pernod est un classement cycliste qui récompensait en fin de saison les coureurs ayant été les plus réguliers dans les plus grandes courses (les points étaient attribués sur l'ensemble de la saison cycliste). Il prend la succession du Challenge Desgrange-Colombo.
En règle générale, le challenge était divisé en trois catégories :
- Le Super Prestige Pernod, récompensant le meilleur coureur de l'année, sorte de championnat du monde aux points.
- Le Prestige Pernod, récompensant le meilleur coureur français.
- La Promotion Pernod, récompensant le meilleur coureur français de moins de 25 ans.

## Histoire
- En 1958, Jacques Couvrat, publicitaire à la société Inter-régie, crée un trophée récompensant le meilleur cycliste français de l'année. C'est le Prestige Pernod. Il fait alors concurrence au Challenge Sedis (également appelé Challenge Yellow) de la compagnie de transmissions mécaniques Sedis, qui de 1931 à 1982, récompense le meilleur routier professionnel de la saison française.
- L'année suivante sont ajoutées deux catégories : le Super Prestige Pernod et la Promotion Pernod. Le Super Prestige devient alors l’officieux Championnat du Monde par points de la saison cycliste professionnelle sur route.
- En 1983, création d'une 4e catégorie Promotion Internationale.
- En 1984, Promotion et Promotion Internationale disparaissent, au profit d'une Super Promotion (internationale).
- En 1985, création d'une catégorie Super-Prestige Pernod féminin.
- En 1987, en raison d'une loi française interdisant la publicité pour de l'alcool dans le sport, la société Pernod remet le challenge pour la dernière année.
- En 1989, l'Union cycliste internationale crée le classement de la Coupe du monde (par points annuels), dont le premier lauréat sera l'Irlandais Sean Kelly.

## Palmarès

### Super Prestige Pernod
| Année | Lauréat             | Deuxième            | Troisième                             |
| ----- | ------------------- | ------------------- | ------------------------------------- |
| 1959  | Henry Anglade       | Roger Rivière       | Rik Van Looy Noël Foré                |
| 1960  | Jean Graczyk        | Pino Cerami         | Gastone Nencini                       |
| 1961  | Jacques Anquetil    | Raymond Poulidor    | Rik Van Looy                          |
| 1962  | Jo de Roo           | Jef Planckaert      | Emile Daems                           |
| 1963  | Jacques Anquetil    | Tom Simpson         | Raymond Poulidor                      |
| 1964  | Raymond Poulidor    | Jan Janssen         | Jacques Anquetil                      |
| 1965  | Jacques Anquetil    | Tom Simpson         | Edouard Sels                          |
| 1966  | Jacques Anquetil    | Felice Gimondi      | Raymond Poulidor                      |
| 1967  | Jan Janssen         | Eddy Merckx         | Felice Gimondi                        |
| 1968  | Herman Van Springel | Felice Gimondi      | Jan Janssen                           |
| 1969  | Eddy Merckx         | Felice Gimondi      | Raymond Poulidor                      |
| 1970  | Eddy Merckx         | Herman Van Springel | Luis Ocaña                            |
| 1971  | Eddy Merckx         | Luis Ocaña          | Joop Zoetemelk                        |
| 1972  | Eddy Merckx         | Raymond Poulidor    | Cyrille Guimard                       |
| 1973  | Eddy Merckx         | Luis Ocaña          | Felice Gimondi                        |
| 1974  | Eddy Merckx         | Roger De Vlaeminck  | Frans Verbeeck                        |
| 1975  | Eddy Merckx         | Roger De Vlaeminck  | Francesco Moser                       |
| 1976  | Freddy Maertens     | Francesco Moser     | Joop Zoetemelk                        |
| 1977  | Freddy Maertens     | Roger De Vlaeminck  | Bernard Hinault                       |
| 1978  | Francesco Moser     | Bernard Hinault     | Joop Zoetemelk                        |
| 1979  | Bernard Hinault     | Giuseppe Saronni    | Joop Zoetemelk                        |
| 1980  | Bernard Hinault     | Alfons De Wolf      | Francesco Moser                       |
| 1981  | Bernard Hinault     | Roger De Vlaeminck  | Jan Raas                              |
| 1982  | Bernard Hinault     | Giuseppe Saronni    | Silvano Contini                       |
| 1983  | Greg LeMond         | Sean Kelly          | Jan Raas Giuseppe Saronni             |
| 1984  | Sean Kelly          | Bernard Hinault     | Phil Anderson                         |
| 1985  | Sean Kelly          | Phil Anderson       | Greg LeMond                           |
| 1986  | Sean Kelly          | Greg LeMond         | Claude Criquielion Adrie van der Poel |
| 1987  | Stephen Roche       | Sean Kelly          | Claude Criquielion                    |

### Prestige et Promotion Pernod
| Année | Prestige Pernod         | Prestige Pernod          | Prestige Pernod                              | Promotion Pernod          |
| Année | Lauréat                 | Deuxième                 | Troisième                                    | Promotion Pernod          |
| ----- | ----------------------- | ------------------------ | -------------------------------------------- | ------------------------- |
| 1958  | Pas attribué            | Pas attribué             | Pas attribué                                 | Francis Pipelin           |
| 1959  | Henry Anglade           | René Privat              | André Darrigade                              | Raymond Mastrotto         |
| 1960  | Raymond Mastrotto       | André Darrigade          | François Mahé Raymond Poulidor               | Raymond Poulidor          |
| 1961  | Jacques Anquetil        | Joseph Groussard         | Raymond Poulidor                             | Raymond Poulidor          |
| 1962  | Joseph Groussard        | Raymond Poulidor         | Jacques Anquetil                             | Jean-Claude Lebaube       |
| 1963  | Jacques Anquetil        | Raymond Poulidor         | Jean Stablinski                              | Joseph Velly              |
| 1964  | Raymond Poulidor        | André Foucher            | Jean Stablinski                              | Michel Nédélec            |
| 1965  | Jacques Anquetil        | Raymond Poulidor         | Jean Stablinski                              | Georges Chappe            |
| 1966  | Raymond Poulidor        | Lucien Aimar             | Jacques Anquetil                             | Lucien Aimar              |
| 1967  | Bernard Guyot           | Roger Pingeon            | Lucien Aimar                                 | Bernard Guyot             |
| 1968  | Lucien Aimar            | Raymond Poulidor         | Roger Pingeon                                | Bernard Guyot             |
| 1969  | Raymond Poulidor        | Raymond Delisle          | Roger Pingeon                                | Cyrille Guimard           |
| 1970  | Georges Chappe          | Raymond Poulidor         | Lucien Aimar                                 | Daniel Rebillard          |
| 1971  | Cyrille Guimard         | Bernard Thévenet         | Raymond Poulidor                             | Bernard Thévenet          |
| 1972  | Raymond Poulidor        | Cyrille Guimard          | Yves Hézard                                  | Yves Hézard               |
| 1973  | Bernard Thévenet        | Raymond Poulidor         | Régis Ovion                                  | Régis Ovion               |
| 1974  | Alain Santy             | Raymond Poulidor         | Jean-Pierre Danguillaume                     | Bernard Bourreau          |
| 1975  | Bernard Thévenet        | Jean-Pierre Danguillaume | Régis Ovion                                  | Bernard Hinault           |
| 1976  | Bernard Hinault         | Raymond Poulidor         | Bernard Thévenet                             | Michel Laurent            |
| 1977  | Bernard Hinault         | Bernard Thévenet         | Jean-Pierre Danguillaume                     | Pierre-Raymond Villemiane |
| 1978  | Bernard Hinault         | Michel Laurent           | Yves Hézard                                  | Jean-René Bernaudeau      |
| 1979  | Bernard Hinault         | Jean-René Bernaudeau     | Pierre-Raymond Villemiane                    | Patrick Bonnet            |
| 1980  | Bernard Hinault         | Gilbert Duclos-Lassalle  | Jean-René Bernaudeau                         | Alain Vigneron            |
| 1981  | Bernard Hinault         | Francis Castaing         | Jean-René Bernaudeau Gilbert Duclos-Lassalle | Francis Castaing          |
| 1982  | Bernard Hinault         | Bernard Vallet           | Jean-René Bernaudeau                         | Marc Gomez                |
| 1983  | Gilbert Duclos-Lassalle | Bernard Hinault          | Laurent Fignon                               | Laurent Fignon            |
| 1984  | Bernard Hinault         | Laurent Fignon           | Éric Caritoux Pascal Simon                   |                           |
| 1985  | Charly Mottet           | Bernard Hinault          | Marc Madiot                                  |                           |
| 1986  | Jean-François Bernard   | Charly Mottet            | Gilbert Duclos-Lassalle                      |                           |
| 1987  | Charly Mottet           | Laurent Fignon           | Marc Madiot                                  |                           |

### Promotion Internationale
| Année | Lauréat      |
| ----- | ------------ |
| 1983  | Steven Rooks |

### Super-Promotion
| Année | Lauréat             |
| ----- | ------------------- |
| 1984  | Niki Rüttimann      |
| 1985  | Niki Rüttimann      |
| 1986  | Ronan Pensec        |
| 1987  | Edwig Van Hooydonck |

### Super-Prestige Pernod féminin
| Année | Lauréate      |
| ----- | ------------- |
| 1985  | Jeannie Longo |
| 1986  | Jeannie Longo |
| 1987  | Jeannie Longo |